# Молот
Молот (грч. Μολοσσός) је у грчкој митологији био родоначелник епирских краљева, по коме је Молотија можда добила име.

## Митологија
Према једном од предања, када се Неоптелем враћао из тројанског рата, саветовали су га да се настани тамо где се куће граде на гвозденим темељима, са дрвеним зидовима и вуненим кровом. Такве куће је видео у Епиру крај језера Памботиде и ту се заиста и настанио. Тамо му је Андромаха, коју је повео са собом, родила сина Молота. На њега је била љубоморна Неоптелемова супруга Хермиона, која са својим мужем није имала деце, па је покушала да га убије. Међутим, спасио га је Пелеј.

## Друге личности
Молот је био и отац Крићанина Мериона, кога је имао са Мелфидом. Према другим изворима, његово име је било Мол.